# Maîtresses bouquetières
Communauté des maîtresses bouquetières et marchandes chapelieres en fleurs eller 'Sällskapet för Blomsterförsäljerskornas Mästarinnor och Blomstergirlandernas Skrå' var ett skrå för blomsterförsäljerskor i Paris, aktivt mellan 1675 och 1791.  
Skrået stiftades år 1675 och fick sina officiella privilegier i augusti 1677. Det var ett av endast tre skrån öppna för kvinnor i Paris före år 1776 – de två andra var Maîtresses marchandes lingères och Maîtresses couturières. Det avskaffades liksom övriga skrån under franska revolutionen 1791. 
Blomsterförsäljerskornas skrå hade monopol på att sälja blommor för alla ändamål inom Paris gränser. Enligt reglerna blev en kvinna medlem i skrået sedan hon gått fyra år i lära hos en befintlig medlem, och var förbjuden att anställa män. Yrket var vanligt för kvinnor i Paris, men enligt samtida rapporter var det inte lukrativt och majoriteten av dess utövare tjänade inte mer pengar än att de nätt och jämnt kunde försörja sig på det. 